# Lotte Center Hanoi
Le Lotte Center Hanoi est un gratte-ciel de 272 mètres situé à Hanoï au Vietnam. Terminée le 2 septembre 2014 s'élève sur 65 étages dans un style moderne. Lors de son achèvement, la tour est la seconde plus haute du pays. L'architecte en est l'agence américaine Callison. L'immeuble abrite des bureaux, un hôtel 5 étoiles, des appartements et une plateforme d'observation.